# Docendo discimus
Docendo discimus es una expresión en latín que significa "enseñando, aprendemos".

## Historia
Frase que Séneca (c. 4 AC – 65 DC) dice en sus cartas a Lucilio: aprendemos si enseñamos (epistulae morales I, 7, 8):  [...] homines, dum docent, discunt (literalmente: los hombres, cuando enseñan, aprenden).
Docendo discimus es la divisa de Universidad Stranmillis en Belfast, Irlanda del Norte, la Universidad de Chichester en West Sussex, Inglaterra, Universidad Central de Washington en Ellensburg, Washington, Universidad de la Sierra Sur en Oaxaca, Colegio Johnson State en Johnson en los EE. UU. estado de Vermont, Escuela Gillingham en Dorset y la Universidad Nacional Dnipropetrovsk en Ucrania.